# Pingasa lahayei
Pingasa lahayei är en fjärilsart som beskrevs av Charles Oberthür 1887. Pingasa lahayei ingår i släktet Pingasa och familjen mätare. Inga underarter finns listade i Catalogue of Life.